# Hoplia sabraechatilae
Hoplia sabraechatilae är en skalbaggsart som beskrevs av Guido Sabatinelli 1983. Hoplia sabraechatilae ingår i släktet Hoplia och familjen Melolonthidae. Inga underarter finns listade i Catalogue of Life.